# الأوقات الأخيرة (اختلال ضال)
«الأوقات الأخيرة» (بالإنجليزية: End Times)‏ هي الحلقة الثانية عشر للموسم الرابع من مسلسل إيه إم سي التلفزيوني الدرامي اختلال ضال. كتبها مويرا والي-بيكت وتوماس شنوز وأخرجها فينس غيليغان، تم بثها على إيه إم سي في 2 أكتوبر 2011.

## وصلات خارجية
- «الأوقات الأخيرة» على إيه إم سي (بالإنجليزية)
- «الأوقات الأخيرة» على قاعدة بيانات الأفلام على الإنترنت (بالإنجليزية)